# Sérgio Cabral Filho
Sérgio de Oliveira Cabral Santos Filho (Río de Janeiro, 27 de enero del 1963) es un político del PMDB y periodista brasileño. Fue gobernador de Río de Janeiro de 2007 a 2014.
Hijo del también periodista Sérgio Cabral, fue diputado estatal en su estado de 1991 al 2002, siendo así mismo presidente de la Asamblea Legislativa del estado a partir de 1995. Fue también candidato a alcalde de Río de Janeiro en 1992 y 1996.Se presentó a las elecciones a la gobernadoría del 2006 en el estado de Río de Janeiro obteniendo un 41,41% de los votos en la primera vuelta. Se enfrentó el 29 de octubre del 2006 en la segunda vuelta ante Denise Frossard a la que derrotó con el 68% de los votos. En sus primeras declaraciones al tomar posesión del cargo, prometió mano dura contra la ola de violencia desatada en el Estado antes de su elección.
La revista Brasil de Fato lo describió en 2007 como una figura política que "justifica implacablemente la violencia policial en las zonas pobres de esta ciudad". Lo último de este hombre (...) fue decir que los habitantes de las favelas, cuando se quejan de la actuación policial, son pagados por los traficantes. " 
En 2010 fue reelegido sin necesidad de segunda vuelta al lograr el 66,08% de los votos. Su rival más cercano, Gabeira del Partido Verde se quedó sólo con el 20,68%.
A finales de 2016 fue arrestado, acusado de lavar dinero y alterar licitaciones públicas para obtener ganancias millonarias. Su detención fue parte de la Operación Autolavado. Diversos jueces han confirmado sentencias condenatorias que suman decenas de años de prisión. Ha sido condenado nueve veces por diversos casos de corrupción. Sumadas, sus condenas alcanzan casi 200 años de prisión.
En febrero de 2019, admitió haber aceptado grandes sobornos en contratos públicos y tener 100 millones de dólares en una cuenta en el extranjero. Lo explica por su "apego al dinero, al poder", que describe como una "adicción".
En noviembre de 2021 el Juzgado Federal Criminal de Río de Janeiro lo condenó a 10 años de prisión por el delito de corrupción pasiva, debido a su participación en los ilícitos para que Río de Janeiro fuese sede de los Juegos Olímpicos de 2016. También fueron condenados Carlos Arthur Nuzman, expresidente del Comité Olímpico Brasileño, y Leonardo Gryner, exdiretor de operaciones del comité organizador de los Juegos Olímpicos.